# ROFA-Stadion
Das ROFA-Stadion ist eine Eissporthalle im bayerischen Rosenheim, welche unter anderem von den Starbulls Rosenheim genutzt wird. Es bietet insgesamt 5022 Plätze, davon 1000 Sitzplätze und 3927 Stehplätze. Auf zwei Podesten bieten sich acht rollstuhlgerechte Plätze. Der VIP-Bereich verfügt über 250 Plätze. Der Fantreff Bulls28 hat Platz für 100 Personen. Die Eishalle hat eine Fläche von 4592 m² und ist 21 Meter hoch.

## Geschichte
Der Spatenstich für das heutige Kunsteisstadion fand 1961 statt. Bemerkenswert dabei ist, dass zu diesem Zeitpunkt noch keine Baugenehmigung vorhanden war, welche jedoch nachgereicht wurde. Am 13. Januar 1962 wurde das Eisstadion feierlich eingeweiht. Nachdem es zu Beginn noch ein Freiluftstadion war, wurde das Stadion 1973 von der Stadt Rosenheim übernommen, umgebaut und mit einer Brettschichtholz-Konstruktion überdacht. Es bot zu Spitzenzeiten eine Kapazität von 8400 Zuschauern. Danach hieß die Sportstätte Frucade-Stadion, danach Marox-Stadion und ab den 1990er Jahren Kathrein-Stadion. In diesem Stadion spielen seither die Starbulls Rosenheim von der Profi- bis zur Kleinstschülermannschaft, welche zuvor als EV Rosenheim bzw. als Sportbund Rosenheim bekannt waren. Ferner ist dies die Heimstätte des Streethockey-Vereins "Wildboys Rosenheim" und des EV Rosenheims sowie diverser lokaler Eissportvereine.
Zum 31. Dezember 2015 lief der Sponsoringvertrag über die Namensrechte ohne eine Verlängerung von Kathrein aus. Der Hersteller von  Antennen- und Satellitentechnik will den Starbulls Rosenheim aber als Sponsor erhalten bleiben.
Ab dem 1. April 2016 trug die Eissporthalle den Namen emilo-Stadion. Der Vertrag über die Namensrechte wurde Anfang März des Jahres unterzeichnet. Der Namensgeber war die Münchener Kaffeerösterei Emilo. Im April des Jahres wurde der neue Name an der Halle montiert. Anfang Februar 2019 unterzeichnete Rosenheims Oberbürgermeisterin Gabriele Bauer mit dem Vorstandsvorsitzenden Wolfgang Kozsar sowie Vorstandsmitglied Andreas Bauer der Rofa Industrial Automation AG aus Kolbermoor im Rathaus einen neuen Sponsorenvertrag über den Namen der Halle. Seit dem 1. April des Jahres heißt die Heimspielstätte der Starbulls ROFA-Stadion. ROFA steht für Rosenheimer Förderanlagen.